# Olympische Sommerspiele 2024/Segeln – 470er (Mixed)

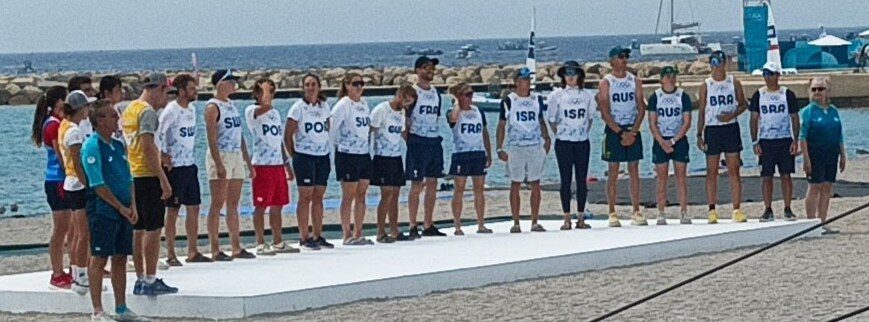
Die gemischten Teams der 470er Klasse in Marseille 2024

Die Segelregatta im Mixed mit der 470er Jolle bei den Olympischen Sommerspielen 2024 wurde vom 2. bis 7. August vor dem Marina de Marseille ausgetragen.

## Zeitplan
| ● | Regatta | ● | Medaillenrennen |

| Datum   | August | August | August | August         | August | August                     | August |
| Datum   | 2. Fr. | 3. Sa. | 4. So. | 5. Mo.         | 6. Di. | 7. Mi.                     | 8. Do. |
| ------- | ------ | ------ | ------ | -------------- | ------ | -------------------------- | ------ |
| Regatta | 1/2    | 3/4    | 5/6    | 7/8 verschoben | 7/8    | Medaillenrennen verschoben | ●      |

## Ergebnisse
| - † = Streichergebnis - UFD = „U“ flag disqualification (Disqualifiziert (Start unter „U“-Flagge)) - BFD = „Black“ flag disqualification (Disqualifiziert (Start unter schwarzer Flagge)) - RDG = Redress given (Anerkannte Abhilfe) - DNF = Did not finish (Rennen nicht beendet) - DNC = Did not contested (Nicht in den Startbereich gekommen) - DPI = Discretionary Penalty Imposed (Ermessensstrafe verhängt) - DSQ = Disqualifikation - RET = Retired (Zurückgezogen nach Wettbewerbsbeginn) - OCS = On the course side of the starting line (Falsche Position bei Start) |

| Rang | Athleten                          | Nation             | Regatta   | Regatta   | Regatta   | Regatta  | Regatta | Regatta   | Regatta | Regatta   | Regatta | Punkte | Punkte                |
| Rang | Athleten                          | Nation             | 1         | 2         | 3         | 4        | 5       | 6         | 7       | 8         | MR      | Gesamt | Mit Streich- ergebnis |
| ---- | --------------------------------- | ------------------ | --------- | --------- | --------- | -------- | ------- | --------- | ------- | --------- | ------- | ------ | --------------------- |
| 1    | Lara Vadlau Lukas Mähr            | Österreich         | 20† (BFD) | 5         | 3         | 1        | 7       | 1         | 5       | 2         | 14      | 58     | 38                    |
| 2    | Keiju Okada Miho Yoshioka         | Japan              | 1         | 2         | 2         | 6        | 14†     | 12        | 9       | 3         | 6       | 55     | 41                    |
| 3    | Anton Dahlberg Lovisa Karlsson    | Schweden           | 7         | 14†       | 1         | 2        | 1       | 13        | 11      | 4         | 8       | 61     | 47                    |
| 4    | Jordi Xammar Nora Brugman         | Spanien            | 5         | 6†        | 5         | 3        | 6       | 3         | 3       | 6         | 18      | 55     | 49                    |
| 5    | Diogo Costa Carolina João         | Portugal           | 20† (BFD) | 3         | 16        | 14       | 2       | 4         | 2       | 8         | 4       | 73     | 53                    |
| 6    | Camille Lecointre Jérémie Mion    | Frankreich         | 11        | 10        | 13†       | 4        | 5       | 5         | 6       | 13        | 2       | 69     | 56                    |
| 7    | Nitai Hasson Noa Lasri            | Israel             | 10        | 7         | 18†       | 9        | 8       | 2         | 7       | 14        | 10      | 85     | 67                    |
| 8    | Yves Mermod Maja Siegenthaler     | Schweiz            | 20† (BFD) | 1         | 14        | 16       | 4       | 7         | 1       | 9         | 16      | 88     | 68                    |
| 9    | Nia Jerwood Conor Nicholas        | Australien         | 6         | 20† (UFD) | 7         | 7        | 3       | 16        | 8       | 15        | 12      | 94     | 74                    |
| 10   | Henrique Haddad Isabel Swan       | Brasilien          | 12        | 12        | 10        | 12       | 9       | 8         | 13†     | 1         | 20      | 97     | 84                    |
| 11   | Vita Heathcote Chris Grube        | Großbritannien     | 2         | 16        | 8         | 5        | 12      | 20† (UFD) | 15      | 7         | -       | 85     | 65                    |
| 12   | Ariadne Spanaki Odysseas Spanakis | Griechenland       | 13        | 11        | 6         | 17†      | 13      | 11 (DPI)  | 4       | 10        | -       | 85     | 68                    |
| 13   | Stuart McNay Lara Dallman-Weiss   | Vereinigte Staaten | 9         | 17        | 4         | 13       | 11      | 6         | 18†     | 12        | -       | 90     | 72                    |
| 14   | Anna Markfort Simon Diesch        | Deutschland        | 8         | 4         | 9         | 10       | 16      | 9         | 19      | 20† (RET) | -       | 95     | 75                    |
| 15   | Elena Berta Bruno Festo           | Italien            | 3         | 13        | 12        | 15       | 10      | 20† (DNF) | 12      | 11        | -       | 96     | 76                    |
| 16   | Deniz Çınar Lara Nalbantoğlu      | Türkei             | 14        | 9         | 15        | 8        | 18†     | 11        | 14      | 5         | -       | 94     | 76                    |
| 17   | Xu Zangjun Lü Yixiao              | China              | 4         | 15        | 11        | 11       | 15      | 14        | 16†     | 16        | -       | 102    | 86                    |
| 18   | Tina Mrak Jakob Božič             | Slowenien          | 15        | 8         | 17        | 18†      | 17      | 15        | 10      | 17        | -       | 117    | 99                    |
| 19   | Matias Montinho Manuela Paulo     | Angola             | 16        | 18        | 20† (DNS) | 20 (DNC) | 19      | 18 (DPI)  | 17      | 18        | -       | 146    | 126                   |